# Ronald González
Pour les articles homonymes, voir González.
González  Escalante est un nom espagnol. Le premier nom de famille, en général paternel, est González ; le second, en général maternel, souvent omis, est Escalante.
Ronald Javier González Escalante (né le 6 mars 1981 à San Cristóbal) est un coureur cycliste vénézuélien. Il a notamment remporté l'édition 2009 du Tour du Táchira. 

## Biographie
En juillet 2014, Ronald González participe au Tour de Martinique avec le club de la Pédale pilotine.

## Palmarès et résultats

### Palmarès par année
- 2002
  - 2e du championnat du Venezuela du contre-la-montre espoirs
  - 2e du championnat du Venezuela sur route espoirs
- 2003
  -  Champion du Venezuela du contre-la-montre espoirs
- 2005
  - 3e et 11e étapes du Tour du Táchira
  - 4e étape du Tour de l'État de Portuguesa
- 2006
  - 2e étape de la Classique de l'anniversaire de la fédération vénézuélienne de cyclisme
- 2007
  - 2e étape du Tour du Táchira (contre-la-montre par équipes)
  - Tour du Bramón :
    - Classement général
    - 2e étape
- 2008
  - 10e étape du Tour du Táchira
- 2009
  - Tour du Táchira :
    - Classement général
    - 6e étape

  - 1re étape de la Vuelta a Tovar
  - 3e de la Vuelta a Tovar
- 2010
  - 2e étape de la Clásica Santander-Luis Carlos Galán
  - 2e étape du Tour de Bolivie
  - 3e du Clásico Virgen de la Consolación de Táriba
- 2011
  - Tour du Bramón :
    - Classement général
    - 1re et 2ea (contre-la-montre) étapes

  - 1re étape du Tour du Trujillo
- 2012
  - 3e et 6e étapes du Tour du Táchira
  - Clásico Virgen de la Consolación de Táriba :
    - Classement général
    - 1re et 3e étapes

  - Vuelta a Tovar
  - 2e du Tour du Táchira
- 2013
  - 3e étape du Tour d'Aragua
- 2014
  - Tour Lotería del Táchira :
    - Classement général
    - 3e étape

  - 3e du Clásico Virgen de la Consolación de Táriba
- 2015
  - Trophée de la Caraïbe :
    - Classement général
    - 2e et 4e (contre-la-montre) étapes

  - Grand Prix du Développement Durable et Solidaire :
    - Classement général
    - 2e étape

  - 2eb étape du Grand Prix du 22 Mé
  - 3e étape du Tour de Martinique
- 2016
  - 1re et 2e (contre-la-montre) du Trophée de la Caraïbe
  - 2eb étape du Grand Prix du Développement Durable et Solidaire
  - 2e du Tour de Martinique
  - 3e du Trophée de la Caraïbe
- 2017
  - Grand Prix du Vauclin
  - 3e étape du Trophée de la Caraïbe
  - 2e étape du Grand Prix Cap Nord
- 2018
  - 1re étape du Tour de Martinique (contre-la-montre par équipes)
  - 2e du Tour du Táchira
- 2019
  - 5e étape du Tour du Táchira

### Classements mondiaux
| Année            | 2005 | 2006 | 2007 | 2008 | 2009 | 2010 | 2011 | 2012 | 2013 | 2014 | 2015 | 2016 | 2017 | 2018 |
| ---------------- | ---- | ---- | ---- | ---- | ---- | ---- | ---- | ---- | ---- | ---- | ---- | ---- | ---- | ---- |
| UCI America Tour | 61e  | 347e | 157e | 254e | 24e  | 359e | 95e  | 47e  | 264e |      |      | 459e | 327e | 160e |